# لورزیکا
لورزیکا (به ایتالیایی: Lorsica) یک کومونه در ایتالیا است که در استان جنوا واقع شده‌است.

## خصوصیات
لورزیکا ۱۷٫۸ کیلومترمربع مساحت و ۵۱۳ نفر جمعیت دارد و ۳۸۳ متر بالاتر از سطح دریا واقع شده‌است.